# Anne Catherine de Brandenburg
Anne Catherine de Brandenburg (n. 26 iunie 1575, Halle (Saale), Archbishopric of Magdeburg⁠(d) – d. 8 aprilie 1612, Copenhaga, Danemarca) a fost prima soție a regelui Christian al IV-lea al Danemarcei.

## Biografie
Anne Catherine s-a născut la Halle și a crescut la Wolmirstedt. Părinții ei erau Joachim Frederick, Margrave de Brandenburg și prima sa soție, Catherine de Brandenburg-Küstrin. Christian a întâlnit-o pe Anne Catherine în timp ce era într-o călătorie în Germania în 1595 și a decis să se căsătorească cu ea. În 1596, ea și părinții ei au fost prezenți la încoronarea lui Christian.
Anne Catherine a devenit regină a Danemarcei la 27 noiembrie 1597 când s-a căsătorit cu Christian al IV-lea. Nunta a avut loc la castelul din Haderslevhus. A fost încoronată regină în 1598. Împreună au avut șase copii, printre ei pe Christian, care a murit cu un an înaintea tatălui său, și Frederic al III-lea care a introdus monarhia absolută în Danemarca. Fiul ei, Ulrik, a fost ucis în 1633. Cele două fiice, Sofia și Elisabeta, și fiul cel mare, Frederic, au murit la vârste fragede.
A murit la Copenhaga și a fost înmormântată la Catedrala Roskilde.

### Copii
- Frederic, (15 august 1599 - 9 septembrie 1599)
- Christian, (10 aprilie 1603 - 2 iunie 1647)
- Sofia, (4 ianuarie 1605 - 7 septembrie 1605)
- Elisabeta, (16 martie 1606 - 24 octombrie 1608)
- Frederic, (18 martie 1609 – 9 februarie 1670)
- Ulrik, (2 februarie 1611 - 11 august 1633)